# Nguyễn Ngọc Vũ
Nguyễn Ngọc Vũ,các tên gọi, bí danh khác là Phan, Phương, Lục (1908 - 1932) là một chính khách, nhà cách mạng Việt Nam thời tiền khởi nghĩa. Ông nguyên là Bí thư Thành ủy đầu tiên của thành phố Hà Nội.

## Tiểu sử
Ông sinh ngày 20 tháng 8 năm 1908 trong một gia đình nghèo ở nhà số 300 phố Khâm Thiên, Hà Nội, quê ở làng Cựu Lâu, nay là phố Hàng Khay bên Hồ Gươm. Mẹ ông tên Đàm Thị Liên, quê tại phủ Từ Sơn, Bắc Ninh; cha ông tên Nguyễn Ngọc Toản, là con thứ năm của ông Nguyễn Ngọc Kim, tức bá hộ Kim, người đã cho xây Tháp Rùa tại Hồ Gươm.
Ông tham gia cách mạng từ khi rất sớm. Năm 1927, ông được kết nạp vào Hội Việt Nam Cách mạng Thanh niên. Tháng 6 năm 1929, ông gia nhập Đông Dương Cộng sản Đảng và tham gia Xứ ủy Bắc Kỳ, Thành bộ Đông Dương Cộng sản Đảng Hà Nội.
Ngày 17 tháng 3 năm 1930, Ban Chấp hành lâm thời của Thành đảng bộ Đảng Cộng sản Việt Nam tại Hà Nội được thành lập ở nhà số 42 Hàng Thiếc, gồm 3 người là: Đỗ Ngọc Du (Bí thư), Nguyễn Ngọc Vũ và Lều Thọ Nam. Tháng 4 năm 1930, Đỗ Ngọc Du được Trung ương Đảng điều đi công tác nước ngoài. Đến tháng 6 năm 1930, Thành ủy Hà Nội chính thức được thành lập và Nguyễn Ngọc Vũ giữ vai trò Bí thư Thành ủy.

## Qua đời
Ngày 6 tháng 12 năm 1930, ông bị thực dân Pháp bắt tại cơ quan bí mật của thành ủy Hà Nội (79, Nguyễn Hữu Huân). Ông bị giam tại nhà tù Hỏa Lò và bị tra tấn khốc liệt. Nguyễn Ngọc Vũ hy sinh vào đầu năm 1932 tại nhà tù Hỏa Lò, khi mới gần 24 tuổi.
Sau này hài cốt của ông được đưa về chôn tại nghĩa trang gia đình ở làng Quỳnh Lôi, phường Bạch Mai, quận Hai Bà Trưng. Đến năm 1968, ông được đưa về an táng tại nghĩa trang Mai Dịch.

## Tặng thưởng
Năm 2000, Nguyễn Ngọc Vũ được truy tặng bằng "Tổ quốc ghi công". Hiện nay tên ông được đặt cho một con phố ở quận Cầu Giấy, Hà Nội ngay sát bờ sông Tô Lịch. Đường Nguyễn Ngọc Vũ là tên cho đoạn nối tiếp phố Nguyễn Khang từ cầu Trung Kính đến phố Quan Nhân, dài 1.200m, rộng 6-12m, thuộc quận Cầu Giấy.